# 徳島製粉
徳島製粉株式会社（とくしませいふん）は、徳島県徳島市南二軒屋町に本社を置く、日本の製粉業者・食品加工品業者である。
1943年（昭和18年）に創業し小麦粉の製造、販売を行う一方、1965年（昭和40年）以降インスタントラーメンの製造、販売を開始。1973年（昭和48年）からは「金ちゃんヌードル」（きんちゃんヌードル）などカップ麺の製造・販売も手掛けている。即席麺業界では日本初のISO 22000食品安全マネジメントシステム認証取得企業である。

## 「金ちゃん」
「金ちゃん」の名称は、徳島製粉で製造していた小麦粉の商品名「鳴門金鶴」（なるときんつる）に由来する。徳島製粉が1965年（昭和40年）に発売した最初のインスタントラーメンは「キンツルラーメン」であったが、他社が既に同名のラーメンを発売していたために「ナルトナミキンツルラーメン」に名称を変更した。
1967年（昭和42年）にはテレビコマーシャル放映に合わせて名称を短くする必要が生じたため「金ちゃんラーメン」に改められた。「金鶴」の名残として、金ちゃんラーメンの包装には鶴を模ったロゴマークが描かれている。
徳島製粉が徳島県に本社を置く企業であることから生じる、営業体制や輸送コストの都合上、徳島製粉の即席めんの公認販売エリアとしては富山県・岐阜県・静岡県以西の西日本（静岡県も西日本に含まれることがある）で、主に中国・四国地方などが中心となっている。本拠地である四国地方以外では特に静岡県と沖縄県での販売が多く、両県では四国地方や近畿地方、東海地方をも凌ぐシェアを誇る。反面、新潟県・長野県・神奈川県以東の東日本と九州地方南部ではほとんど流通していないが、非公認の販売エリアではあるものの関東地方や東北地方のスーパーマーケットや日用品店等で売られているケースもある。徳島製粉は「金ちゃんヌードル」の、静岡と沖縄でのシェアが高い理由として、静岡には「マルちゃん」の即席めんで知られる東洋水産や、日清食品の工場があり、県民に即席めんを食べる習慣が根付いていたことを、元々本土のそばやうどんを食べる習慣のない沖縄では味付けが沖縄県民の味覚に合っていること、カップが熱さの伝わりにくい二重構造かつ開閉可能な蓋がついていて、畑仕事の合間に食べやすいこと、麺ののびにくさを、それぞれ挙げている。なお、沖縄については、「金ちゃんヌードル」が1972年（昭和47年）5月15日の沖縄返還の翌年（1973年（昭和48年））に県内で発売され、国内販売数首位である日清食品のカップヌードルよりも沖縄進出が早かったことからシェアを伸ばしたという説があるが、これは徳島製粉側が否定している。他に静岡県では同社製品に加え、東日本中心に展開しているまるか食品のペヤングブランドと東海地方中心に展開している寿がきや製品の3ブランドが入手可能となっている。
金ちゃんヌードルは、2004年（平成16年）放送のフジテレビのバラエティ番組『トリビアの泉 〜素晴らしきムダ知識〜』のトリビアの種のコーナーで、中華人民共和国の高級宮廷料理人（中国が国賓を招いた際に起用される料理人、中国全土で数人しかいない高級厨師、特級レストラン総料理長の3人）が一番美味しいと思うカップラーメンは何かという企画で、620種類あるカップラーメンの内で2004年上半期の売れ筋20商品の中からベスト5に残り、宮廷料理人達から「中国の味に一番近い」と評価された。（1位は日清食品のシーフードヌードル）。
アーティストの久保田利伸（静岡県出身）は、好きな食べ物の一つとして金ちゃんヌードルを挙げており、本人もSNS等でファンと公言しているほど、金ちゃんヌードルを気に入っている。

## 事業所
本社および工場
徳島県徳島市南二軒屋町3丁目1-8、製粉部門と即席麺の工場。
小松島工場
徳島県小松島市金磯町8-74、生タイプLL麺の工場。当初はフリーズドライ麺を生産していた。松茂工場が徳島空港の拡張で閉鎖されたため、設置された。
営業所
愛知県名古屋市瑞穂区に名古屋営業所を置くほか、広島県や、自社販売エリア太平洋側東限である静岡県島田市、および同日本海側東限である富山県に駐在所を置く。

## 小麦粉

### パン用
- 鳴門コスモス
- 特・剣山
- 上・剣山
- 金鶴（これが後述するインスタントラーメンシリーズ「金ちゃん」ブランドの元になった）

### 麺粉
- 桜
- 白富士
- 鳴門渦
- 麺・眉山

### 中華麺粉
- 特・中華万里
- 中華万里

### 菓子粉
- かえで
- 菓・特桜

## 即席麺

### 袋入り即席麺
- 金ちゃんラーメン（袋入り）
- 金ちゃん徳島ラーメン（袋入り）

### 棒ラーメン
- 金ちゃん棒ラーメン - 同じく徳島県内にある岡本製麺のOEM品である。

### カップ麺
- 金ちゃんヌードル（しょうゆ味）
- 金ちゃんヌードル（しお味）
- 金ちゃんヌードル（カレー味）
- 金ちゃんヌードル（エスニック味）
- 金ちゃんトクフン食堂（しょうゆ味）
- 金ちゃんトクフン食堂（みそ味）
- 金ちゃんラーメン（カップ）
- 金ちゃんラーメンメンマ入り
- 金ちゃん徳島ラーメン（カップ）
- 金ちゃんねぎラーメン
- 金ちゃんたまねぎラーメン
- 金ちゃん飯店焼豚ラーメン - レトルト包装の焼豚・メンマ入りのプレミアムカップ麺。
- 金ちゃんうどん（縦型カップ）
- 金ちゃんきつねうどん
- 金ちゃん肉うどん
- 金ちゃん天ぷらそば
- 金ちゃん八分目でご麺
- 金ちゃん金どんチャンポンめん
- 金ちゃん金どん山菜ラーメン
- 金ちゃん焼そば
- 金ちゃん焼そば（カレー味）
- 金ちゃんいか焼そば
- 金ちゃん焼そばソース革命!?
- 金ちゃんお好み焼そば

### 生タイプカップ麺
- 金ちゃん亭うどんシリーズ（きつね、天ぷら、肉、カレー）
- 金ちゃん煮込みうどんシリーズ（きつね、天ぷら、肉、カレー） - IHクッキングヒーター対応のアルミ容器入り。
- 金ちゃんぶっかけうどん（きつね、天ぷら、肉）

## CM

### CMの特徴
創業者の田中殖一自身がCMに出演している作品がいくつかある。
「金ちゃん徳島ラーメン」CMには、JR徳島駅2・3番ホームで撮影されたものもある。
過去にはTBS系列で放送された『ろぼっ子ビートン』のスポンサーを担当していた。
2003年（平成15年）から、小松島競輪場で「金ちゃんヌードル杯争奪戦」競走が開催されている。
北陸地方、静岡、東海地方、近畿地方、中国地方、四国地方、福岡、長崎、沖縄のテレビ朝日系列を除く民放テレビ局においてスポットCMで放送されている。

### CMキャラクター
- 大本想：金ちゃんヌードル
- 尾崎麗奈：金ちゃんヌードル
- 好本佐保：金ちゃんヌードル
- 大久保ともゆき：金ちゃん亭ぶっかけうどん
- JaaBourBonz：金ちゃんねぎラーメン - 2025年現在は実質3人編成だが、5人編成だった2017年時点から撮り直しされていない。

### 歴代CMキャラクター
- かしまし娘
- 横山やすし：金ちゃんきつねうどん、金ちゃんみそラーメン、金ちゃんヌードル、金ちゃん阿波おどり、金ちゃん飯店焼豚ラーメン、金ちゃん飯店焼豚ラーメン広東風、金ちゃん中華麺、金ちゃん飯店カレーラーメン、金ちゃん焼きそば、金ちゃんコーンヌードル、金ちゃん飯店カレーラーメン、金ちゃんねぎらーめん
- 西川きよし：（初期にはコンビとしての出演であったが、後にきよしは降板しやすしの単独出演が主になる）金ちゃんきつねうどん、金ちゃんみそラーメン、金ちゃんヌードル、金ちゃん阿波おどり、金ちゃん飯店焼豚ラーメン、金ちゃん飯店焼豚ラーメン広東風、金ちゃん中華麺、金ちゃん飯店カレーラーメン
- オール阪神・巨人：金ちゃんねぎうどん、金ちゃんヌードル、金ちゃん焼きそばランチ、金ちゃん肉うどん、金ちゃんチャンポンめん、金ちゃんきつねうどん、金ちゃん飯店焼豚ラーメン、金ちゃんねぎらーめん
- 今いくよ・くるよ：（当時の徳島製粉社長である田中殖一と共演するシリーズが多かった）金ちゃんぐラーメン、金ちゃん飯店焼豚ラーメン、金ちゃんヌードル、金ちゃん焼きそば50％アップ、金ちゃんきつねうどん、金ちゃんラーメン、金ちゃん天ぷらカレーラーメン、金ちゃんヌードルエスニック、金ちゃんあげ玉焼きそば
- 非常階段：金ちゃんヌードル
- 萩本欽一：（全国でCMを展開した際に起用された。金（欽）ちゃんであることから）
- 水野雄仁：（徳島県出身）
- さくら：金ちゃんヌードル（しお味、カレー味）、金ちゃん飯店焼豚ラーメン、金ちゃん亭ぶっかけうどん
- 林美穂：金ちゃんラーメン、金ちゃん飯店焼豚ラーメン、金ちゃんきつねうどん、金ちゃんヌードル、金ちゃんねぎらーめん、金ちゃん八分目でご麺、金どんチャンポンめん、金どん山菜ラーメン、金ちゃんイタリアン焼きそば、金ちゃんラーメンめんま入り、金ちゃんヌードル旨いしお、金ちゃん焼きそばエビ揚げいかが？
- 柴田善行：金ちゃん鍋焼きうどん（肉うどん、きつねうどん、天ぷらうどん）
- 水前寺清子：金ちゃんふかひれラーメン
- 大島正華：金ちゃん鍋焼きうどん
- 森下真依：金ちゃん亭ぶっかけうどん
- 小浦愛：金ちゃん亭ぶっかけうどん
- いちえ：金ちゃん鍋煮込みうどん
- 藤井美緒：金ちゃん鍋煮込みうどん
- 大島正華：金ちゃん鍋焼きうどん
- 上野天音：金ちゃん亭鍋焼きうどん
- 中瀬優乃：金ちゃん亭鍋焼きうどん
- 中村星奈：金ちゃん亭鍋焼きうどん
- 秦あみ：金ちゃん亭鍋焼きうどん
- 分川彩花：金ちゃん亭鍋焼きうどん
- 高畠奈紗：金ちゃんヌードル、金ちゃん焼きそば
- 中島美佳：金ちゃんヌードル、金ちゃん焼きそば
- 田中佐季：金ちゃんヌードル、金ちゃん焼きそば